# Prepartenó
El Prepartenó, com se li sol anomenar, o Partenó Antic és un temple dòric, iniciat en l'Acròpoli d'Atenes després de la batalla de Marató (490 abans de la nostra era). El van destruir els perses en el 480 ae, quan no estava acabat. Les parts supervivents del temple mostren signes que el van incendiar en aquella època. Fou reemplaçat sota el govern de Pèricles per l'actual Partenó.
Tres temples es van succeir en aquest emplaçament: un primer Hecatòmpedon (abans del 490 ae), després un molt efímer Hecatòmpedon (des del 490 ae fins al 480 ae, inacabat), i finalment el Partenó.

## Edifici
La victòria de Marató, durant la Primera Guerra mèdica, fou objecte de moltes celebracions. Sembla probable que fos en aquesta ocasió quan es va decidir la construcció d'un edifici en honor a Atena a l'Acròpoli. L'obra de Ludwing Ross a mitjan dècada dels 1830 tragué a la llum, sota l'actual Partenó, el que de llavors ençà es coneix com a Prepartenó.

### Primer projecte
Aquest immens temple fou construït sobre una plataforma descoberta per Panagiotis Kavvadias en la dècada dels 1880. Per a crear-la, calgué aplanar l'altiplà cap al nord i omplir la zona cap al sud (a voltes quasi 11 m d'alçada). Aquesta obra va requerir 8.000 m³ de blocs de porus amb un pes mitjà de dues tones. Per a muntar-los en l'acròpoli, també calgué destruir part de la muralla micènica. No hi ha pas un altre exemple en el món grec de tals colossals fonaments. Aquesta plataforma tenia una superfície de 2.203 m² per a acollir un edifici de 1.570 m². També alguns arqueòlegs, seguint Wilhelm Dörpfeld, volen veure en aquesta plataforma la base d'un temple semblant al de Zeus Olímpic, també construït pels pisistràtides. En caure la tirania, el projecte no s'hauria abandonat pas per complet, perquè Clístenes, per a no crear problemes econòmics i socials en deixar els treballadors sense faena, hauria decidit construir un temple en honor a Atena Pòlies. Aquest temple hauria fet 75 m de llarg i 29,60 m d'ample, i hauria estat hexàstil (6 columnes a la façana i 14 en cada costat).

### Segon projecte
La victòria de Marató hauria canviat de nou el projecte, donant lloc al Prepartenó de marbre pentèlic, encara hexàstil, més petit (66,88 m de llargada i 23,47 m d'amplada), però que sembla més allargat (6 x 16 columnes). Hauria tingut dues sales (com el Partenó): un "hecatompédos néôs" a l'est i un "parthénon" a l'oest. Tot i que el conjunt és dòric, hi apareixen alguns detalls d'ordre jònic: els tres graus de la crepidoma (cànon dòric) estan decorats amb un rebaixament (cànon jònic). Potser les obres se n'aturaren al voltant de l'any 483 ae, quan Temístocles pogué convéncer els seus conciutadans que la construcció d'una flota de guerra era més urgent. S'havien instal·lat els ortòstats i els primers tambors (en alguns casos els tres primers). En un dels frontons trobats, una escultura representa dos lleons enfrontats, cadascú devorant un toro.

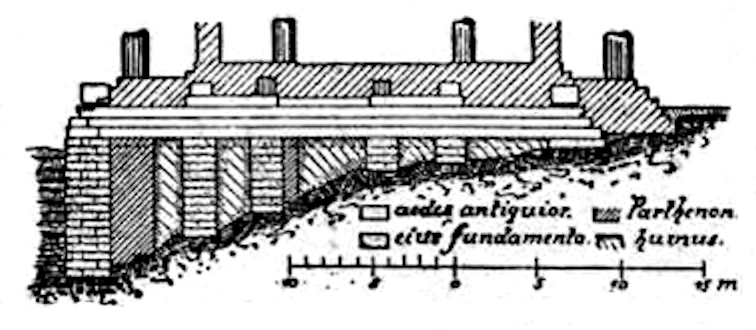
Fonaments de l'antic i del nou Partenó
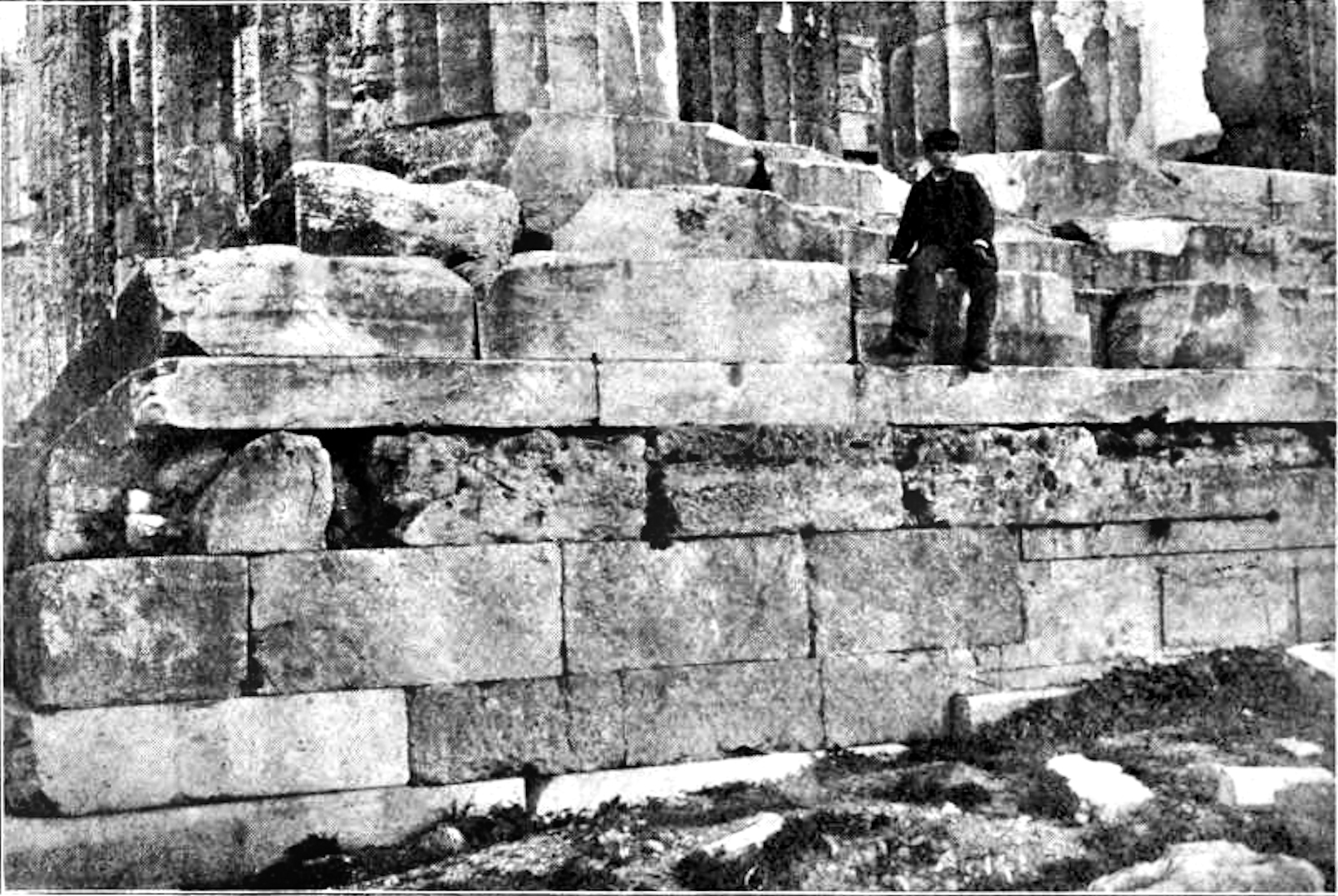
Tres seients de la crepidoma del Prepartenó, davall del Partenó actual

### Destrucció pels perses
Durant el setge del 480 ae, en la Segona Guerra mèdica, els atenesos que s'havien refugiat a l'Acròpoli van llançar els tambors de les columnes del Prepartenó als assaltants perses. Quan l'Acròpoli fou presa, els grecs foren massacrats. El santuari fou saquejat i destrossat. Restà sense acabar. De fet, abans de la batalla de Platea, els hoplites haurien prestat un jurament que només es troba en textos del segle iv ae: "No aixecaré cap dels temples cremats pels bàrbars, sinó que els deixaré com estan per a recordar a les generacions futures la seua impietat". Tot i que aquest jurament pot no tenir realitat històrica, l'Acròpoli va romandre en l'estat en què havia estat deixada pels perses durant més d'una generació.
Després de la destrucció del temple, els atenesos no hi van alçar pas un nou temple durant dècades. Sota Pèricles, es planificà el nou Partenó, que començà a construir-se el 447 ae i s'acabà el 438 ae. Per a la construcció se n'aprofità gran part dels extensos fonaments de l'antic Partenó. Com el nou temple era més curt i ample que l'antic, part dels fonaments del temple antic encara es poden veure a la vora del Partenó actual, sobretot en els costats sud i est. També s'usaren parts del temple en altres llocs del nou Partenó. Parts de les columnes de l'antic temple es van utilitzar per a construir les muralles de l'Acròpoli. Altres parts del temple s'han conservat en diferents parts de l'Acròpoli. S'han identificat almenys 250 peces del temple.
El Prepartenó es va construir amb marbre blanc de la muntanya Pentèlica. Al seu costat més curt devia haver-hi sis columnes. El naos estava dividit, igual que el nou naos del Partenó, en dues parts: el Partenó pròpiament dit i l'Hecatòmpedon, que era el naos del temple i el lloc del culte, i conservava el nom del temple que s'hi havia erigit abans. En un extrem del temple hi havia el pronaos i a l'altre l'opistòdom. Abans de ser destruït, el temple degué conservar en peus algunes columnes i murs, a més dels fonaments.